# Église épiscopalienne écossaise

Logo de l'Église épiscopalienne écossaise.

L'Église épiscopalienne écossaise (en anglais : Scottish Episcopal Church ; en gaélique écossais : Eaglais Easbaigeach na h-Alba) est le nom employé en Écosse pour désigner l'anglicanisme local. On lui reconnaît une existence distincte depuis le XVIIe siècle.

## Gouvernance et administration
Comme le montre le terme d'« épiscopalien », cette Église est gouvernée par des évêques (en grec, episcopoi), ce qui la différencie de l'Église d'Écosse nationale, qui est presbytérienne.
L'Église épiscopalienne écossaise est de communion anglicane. Cependant, bien qu'elle soit de même confession que l'Église d'Angleterre, leurs origines et leur histoire sont distinctes (la seconde n'est pas l'« Église-mère de l'autre »). Elle est également membre de la communion de Porvoo.
L'Église se compose de sept diocèses, chacun ayant à sa tête un évêque :
- le diocèse d'Aberdeen et d'Orkney
- le diocèse d'Argyll et des îles
- le diocèse de Brechin
- le diocèse d'Édimbourg
- le diocèse de Glasgow et de Galloway
- le diocèse de Moray, de Ross et de Caithness
- le diocèse de Saint Andrews, de Dunkeld et de Dunblane

Tous (excepté Édimbourg, fondé par Charles Ier) existaient avant la Réforme.
Contrairement à l'Église d'Angleterre, les évêques de l'Église épiscopalienne écossaise sont élus par le clergé et les laïcs représentatifs du diocèse vacant lors d'un synode électoral.
Le Collège des évêques constitue le synode épiscopal, la cour d'appel suprême. Ce synode élit parmi ses membres un président qui a le titre de Primat (le titre tire son origine de l'expression latine Primus inter pares — « Premier parmi ses pairs »). Le Primat a la forme, mais non les fonctions d'un évêque métropolitain. Le Primat est appelé Most Reverend, tandis que tous les autres évêques sont appelés Right Reverend.
L'Église est gouvernée par le Synode général. Celui-ci comprend la Maison des Évêques, la Maison du Clergé et la Maison des Laïcs. Le Synode général s'occupe des dispositions canoniques, de l'administration des finances et de la direction du travail des bureaux et comités de l'Église. La plupart des décisions sont prises à la majorité qualifiée des membres du Synode général. Les mesures plus complexes, comme le changement du Code des Canons, requièrent un vote à la majorité des deux tiers de chacune des Maisons.
Chaque diocèse a son synode du clergé et des laïcs. Son doyen (l'équivalent d'un archidiacre dans l'Église d'Angleterre) est désigné par l'évêque, et, s'il constate la vacance, demande au synode diocésain, sur l'instance du primat, de choisir un évêque. Chaque diocèse dispose d'une ou plusieurs cathédrales. Le doyen des prêtres d'une cathédrale épiscopalienne écossaise est qualifié de  « principal » (de même, le titre de « doyen » est donné au doyen des prêtres du diocèse dans l'ensemble). La seule exception en Écosse est la cathédrale des Îles de Millport sur l'île de Great Cumbrae, qui est occupée par un membre du clergé qualifié de Precentor. Les doyens diocésains et les principaux cathédraux sont les uns et les autres appelés Very Reverend.
Le Collège théologique a été fondé en 1810, incorporé avec le Trinity College de Glenalmond en 1848 et réinstallé à Édimbourg en 1876. La formation théologique est maintenant menée par les diocèses et supervisée par l'Institut théologique de l'Église épiscopalienne écossaise.

## Histoire
Les origines de l'Église épiscopalienne écossaise remontent à 1582, quand l'Église d'Écosse, l'Église nationale, rejette le gouvernement épiscopal (par des évêques), adopte le gouvernement presbytérien (par des anciens) et la théologie réformée. Les monarques écossais multiplient les efforts pour introduire des évêques, et deux traditions ecclésiastiques se forment.
En 1584, Jacques VI d'Écosse fait voter par le Parlement d'Écosse les « Actes noirs », qui placent la religion sous le contrôle du roi avec deux évêques. Cette mesure rencontre une vigoureuse opposition, et il est contraint de laisser à l'Assemblée générale la gestion de l'Église. Mais les Calvinistes s'opposent sur la forme de la liturgie à la faction épiscopalienne. Après son accession au trône anglais en 1603, Jacques met un terme aux réunions de l'Assemblée générale, augmente le nombre d'évêques écossais et, en 1618, réunit une Assemblée générale et fait adopter cinq articles des pratiques épiscopaliennes, qui sont largement boycottés. Son fils Charles Ier est couronné à la cathédrale St Giles d'Édimbourg, en 1633 suivant le rite anglican. Par la suite, en 1637, Charles tente d'introduire une version du Livre de prière commune, écrit par l'archevêque Laud (qui dérive en partie des livres de la première réforme de Cranmer et qui choque les Écossais calvinistes). Quand il est employé en présence du roi à St. Giles, cela déclenche une révolte qui aboutit aux guerres des Trois Royaumes, liées aux guerres des évêques et se donne finalement la guerre civile anglaise.
Devant le refus des évêques de reconnaître Guillaume III (1689), les presbytériens obtiennent finalement d'être rétablis comme l'Église d'Écosse. Cependant, l'Acte de Compréhension de 1690 reconnaît aux épiscopaliens sortants, contre un serment d'allégeance, de retrouver leurs bénéfices, bien qu'ils soient exclus de toute participation au gouvernement de l'Église d'Écosse sans une déclaration des principes presbytériens. Nombre de « non-jureurs » leur succèdent également pendant un temps, en maintenant l'usage des églises paroissiales.
Les évêques exclus tardent à organiser les épiscopaliens dans une juridiction indépendante de l'État, regardant ces arrangements comme temporaires, et attendent avec espoir la reconstitution d'une Église épiscopale nationale autour d'un souverain « légitime » (voir Jacobitisme). Quelques prélats, connus sous le nom d'évêques de collèges, sont consacrés, afin de préserver la succession plutôt que pour exercer une autorité définie. Mais la ruine de la cause des Stuarts force les évêques à dissocier la prérogative royale de la juridiction canonique, afin de reconstituer eux-mêmes un épiscopat.
L'acte de la reine Anne, en 1712, qui protège la communion épiscopalienne, marque son incorporation virtuelle comme une société distincte. Mais la question est toujours compliquée par un considérable, bien que déclinant, nombre de sortants épiscopaliens qui tiennent les églises de paroisses. D’ailleurs, le Jacobitisme des non-jureurs provoque une répression policière de l'État en 1715 et en 1745 et stimule le développement de nouvelles congrégations favorables à la Maison de Hanovre, dont le clergé est ordonné par l’épiscopat, mais qui se détache d'une hiérarchie épiscopale qui les enferme dans le cadre l'acte de 1712. Cet acte est encore modifié en 1746 et en 1748 pour exclure les ecclésiastiques ordonnés en Écosse.
Ces causes affaiblissent les épiscopaliens, qui comprenaient une large partie du peuple au moment de la Révolution, réduits  dès lors à une faible minorité, dans quelques bastions, dans l'ouest et le nord-est de l'Écosse. La reconnaissance officielle de George III à la mort de Charles Édouard Stuart en 1788, met fin aux blocages qui gênaient un progrès. Les congrégations sont peu à peu absorbées, bien que des traces demeurent. En 1792, les lois pénales sont abrogées, mai les incapacités frappant les clercs ne disparaissent réellement qu'en 1864. En 1784, Samuel Seabury, le premier évêque de l'Église épiscopalienne des États-Unis, est consacré à Aberdeen.
Le Livre de prière commune devient d'usage courant lors de la Révolution. L’office de la communion écossaise, compilé par les non-jureurs en accord avec les modèles primitifs, a changé pour coordonner l’autorité, et les modifications de la liturgie anglaise adoptées par l'Église américaine ont été principalement déterminés sous son influence.
Parmi le clergé de la période post-révolutionnaire, les personnages les plus éminents sont l'évêque Sage, un chercheur bien connu ; l'évêque Rattray ; John Skinner, de Longside, auteur de Tullochgorum ; l'évêque George Gleig, éditeur de la troisième édition de l'Encyclopaedia Britannica ; Dean Ramsay, auteur de Reminiscences of Scottish Life and Character ; l'évêque Alexander Penrose Forbes ; G.H. Forbes ; et l'évêque Charles Wordsworth.
L'Église a permis la création de l'Église épiscopalienne des États-Unis après la Révolution américaine, par la consécration à Aberdeen du premier évêque américain, Samuel Seabury dont la consécration a été refusée par le clergé d'Angleterre.
Il existe 356 congrégations, comprenant 124 335 membres 324 ecclésiastiques en 1900. Aucun ministère existant ne peut se affirmer une continuité historique avec l'ancienne hiérarchie d'Écosse, mais les évêques de l'Église épiscopalienne sont les successeurs directs des prélats consacrés sous la Restauration.

## Théologie et sociologie
L'Église épiscopalienne écossaise comporte trois ordres de ministres : diacre, prêtre et évêque. De plus en plus, l'accent est mis sur ces ordres fonctionnant en collaboration au sein du ministère plus large de l'ensemble de la communauté de Dieu.
Tous les ordres sont mixtes. Toutefois, aucune femme n'a encore été élue évêque.
Des débats continuent dans l'Église à propos de la présence d'homosexuels parmi ses membres.
L'Église est membre de l'"Action des Églises œcuméniques d'Écosse".

### Liturgies
En addition au livre de prière écossais de 1929, l'Église dispose de plusieurs autres liturgies. Ces dernières années sont parus des rites funéraires révisés, avec des liturgies pour l'initiation au christianisme (le baptême et la confirmation) et le mariage. Le rite eucharistique moderne (1982) comporte des prières eucharistiques pour les différentes saisons dans l'année liturgique ; il est communément appelé le Livre bleu, en référence à la couleur de ses couvertures. Une autre prière eucharistique est employé dans la liturgie des mariages.

## Épiscopaliens écossais illustres
- Patrick Campbell Rodger, principal de la cathédrale St Mary d'Édimbourg
- George Gleig, Primat
- Alexander Penrose Forbes, évêque de Brechin
- Robert Keith, évêque et historien
- Joseph Lister (1er Baron Lister), chirurgien
- Michael Russell, homme politique du Parti national écossais (SNP)
- John Skinner, historien et auteur de chansons
- James Syme, chirurgien
- Archibald Campbell Tait, archevêque de Cantorbéry
- Andrew Wilson, homme politique du SNP
- Richard Holloway, Primat, évêque d'Édimbourg, écrivain et homme de radio
- Alexander McCall Smith, écrivain
- Joanne Rowling, écrivain